# Teloxys
Teloxys es un género monotípico de plantas fanerógamas con 11 especies descritas y solo 1 aceptada (Teloxys aristata) pertenecientes a la familia Amaranthaceae.

## Taxonomía
El género fue descrito por Alfred Moquin-Tandon y publicado en Annales des Sciences Naturelles; Botanique, sér. 2, 1: 289–291, pl. 10, f. A, en 1834.
La única especie fue descrita inicialmente como Chenopodium aristatum por Carlos Linneo y publicado en Species Plantarum 1: 221–222, en 1753, actualmente, es tanto un sinónimo como el basónimo de esta; y ulteriormente sería transferida al género Teloxys por Alfred Moquin-Tandon en Annales des Sciences Naturelles; Botanique, sér. 2, 1: 290, en 1834.

#### Etimología
Teloxys: nombre genérico que se deriva de la combinación de los dos vocablos griegos τέλος (télos); "extremo, fin, término", y ὀξύς (oxýs); "agudo, puntiagudo", en referencia a la forma de las brácteas de las especies del género.
aristata: epíteto latino que significa "aristada, cerdas largas como punta".